# 장평중학교 (부산)
장평중학교(長坪中學校)는 대한민국 부산광역시 사하구 감천동에 있는 공립 중학교이다.

## 학교 연혁
- 1981년 12월 28일 : 장평중학교 설립 인가
- 1982년 3월 1일 : 제1대 안병로 교장 취임
- 1982년 3월 5일 : 제1회 입학식(12학급 767명)
- 1984년 4월 20일 : 신축교사로 이전(개교기념일)
- 1985년 2월 16일 : 제1회 졸업식(771명)
- 2002년 3월 1일 : 남녀공학으로 개편
- 2004년 9월 15일 : 디지털 도서실(지혜의 샘) 개관
- 2014년 6월 5일 : 선진형 교과교실제 개관식
- 2014년 6월 27일 : 인조잔디구장 조성 완공
- 2021년 3월 1일 : 교육부 지정 그린 스마트 미래학교 선정
- 2023년 6월 12일 : 다목적강당(체육관) 완공
- 2024년 3월 1일 : 제17대 박근호 교장 취임
- 2025년 1월 7일 : 제41회 졸업식(졸업생 134명, 총수 16,355명)
- 2025년 3월 4일 : 제44회 입학식(5학급 144명)

## 참고 자료
- 장평중학교 - 한국교육학술정보원 학교알리미